# عمارت گریسی
عمارت گریسی (به انگلیسی: Gracie Mansion) یک عمارت است در ایالات متحده آمریکا است که در منهتن واقع شده‌است. این ساختمان که در سال ۱۷۹۹ ساخته‌شده‌است محل اقامت رسمی شهردار نیویورک می‌باشد.